# Donji Štoj
Donji Štoj este un sat din comuna Ulcinj, Muntenegru. Conform datelor de la recensământul din 2003, localitatea are 881 de locuitori (la recensământul din 1991 erau 845 de locuitori).

## Demografie
În satul Donji Štoj locuiesc 675 de persoane adulte, iar vârsta medie a populației este de 39,1 de ani (38,0 la bărbați și 40,2 la femei). În localitate sunt 275 de gospodării, iar numărul mediu de membri în gospodărie este de 3,20.
Populația localității este foarte eterogenă.
|  |

| Demografie | Demografie | Demografie |
| An         | Locuitori  | Locuitori  |
| ---------- | ---------- | ---------- |
|            |            |            |
|            |            |            |
|            |            |            |
|            |            |            |
| 1948       | 320        |            |
| 1953       | 355        |            |
| 1961       | 385        |            |
| 1971       | 437        |            |
| 1981       | 995        |            |
| 1991       | 845        | 610        |
| 2003       | 965        | 881        |

| \| Componența etnică conform recensământului din 2003[2] \| Componența etnică conform recensământului din 2003[2] \| Componența etnică conform recensământului din 2003[2] \| Componența etnică conform recensământului din 2003[2] \| Componența etnică conform recensământului din 2003[2] \| \| ----------------------------------------------------- \| ----------------------------------------------------- \| ----------------------------------------------------- \| ----------------------------------------------------- \| ----------------------------------------------------- \| \| \| \| \| \| \| \| Albanezi \| Albanezi \| \| 414 \| 46,99% \| \| Sârbi \| Sârbi \| \| 204 \| 23,15% \| \| Muntenegreni \| Muntenegreni \| \| 119 \| 13,5% \| \| Musulmani \| Musulmani \| \| 71 \| 8,05% \| \| Bosniaci \| Bosniaci \| \| 30 \| 3,4% \| \| Croați \| Croați \| \| 15 \| 1,7% \| \| Iugoslavi \| Iugoslavi \| \| 8 \| 0,9% \| \| Macedoneni \| Macedoneni \| \| 7 \| 0,79% \| \| Germani \| Germani \| \| 3 \| 0,34% \| \| necunoscută \| necunoscută \| \| 3 \| 0,34% \| |              |  |     |        |
| Componența etnică conform recensământului din 2003 |              |  |     |        |
| |              |  |     |        |
| Albanezi | Albanezi     |  | 414 | 46,99% |
| Sârbi | Sârbi        |  | 204 | 23,15% |
| Muntenegreni | Muntenegreni |  | 119 | 13,5%  |
| Musulmani | Musulmani    |  | 71  | 8,05%  |
| Bosniaci | Bosniaci     |  | 30  | 3,4%   |
| Croați | Croați       |  | 15  | 1,7%   |
| Iugoslavi | Iugoslavi    |  | 8   | 0,9%   |
| Macedoneni | Macedoneni   |  | 7   | 0,79%  |
| Germani | Germani      |  | 3   | 0,34%  |
| necunoscută | necunoscută  |  | 3   | 0,34%  |